# Ванекени, Марселина
Марселина Ванекени (порт. Marcelina Vahekeni) — модель из Анголы, победительница конкурса Мисс Ангола 2011 состоявшийся 3 декабря 2011 года и представительница страны на конкурсе Мисс Вселенная 2012.

## Мисс Ангола
Мисс Кукене, Марселина Ванекени выиграла титул Мисс Ангола 2011, сменила на этом посту Лейлу Лопес, Мисс Вселенная 2011. Конкурс состоялся 3 декабря 2011 в Conference Center в Луанде.

## Частная жизнь
Марселина — модель и студентка колледжа Human Resource Management.

## Мисс Вселенная 2012
Марселина Ванекени примет участие в 61 конкурсе Мисс Вселенная. Хотя ей будет трудно после победы её соотечественницы, Лейлы Лопес.